# Nordsjösik
Nordsjösik, även näbbsik (Coregonus oxyrinchus) är en fiskart som ingår i släktet Coregonus och familjen laxfiskar.
IUCN kategoriserar arten globalt som utdöd.

## Bildgalleri

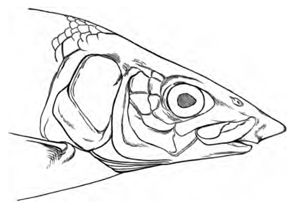
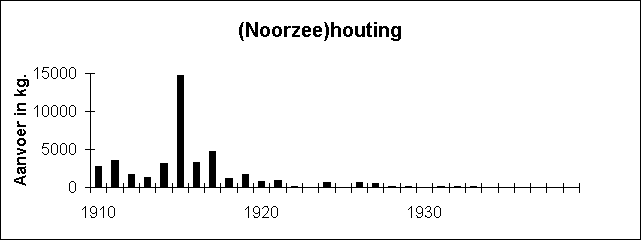